# Purabaya (Purabaya)
Purabaya is een bestuurslaag in het regentschap Sukabumi van de provincie West-Java, Indonesië. Purabaya telt 7508 inwoners (volkstelling 2010).